# Szarvas István (újságíró)
Szarvas István (Budapest, 1944. január 30. –) magyar újságíró, író és interjúkészítő. Több mint négy évtizede aktív a magyar sajtóban, különösen az interjú műfajában. Munkái során számos ismert hazai és nemzetközi személyiséggel készített mélyinterjút, köztük Nobel-díjas tudósokkal, olimpikonokkal, közéleti szereplőkkel és művészekkel.

## Életpálya
Szarvas István okleveles mérnökként végzett a Szegedi Tudományegyetemen, majd újságírói pályára lépett. 1994 és 1998 között a Gépipar című szaklap helyettes főszerkesztője volt. 1997 óta a Hetedhéthatár című kulturális magazin állandó szerzője, a lap budapesti szerkesztőségének vezetője. Számos könyvbemutatót tartott Magyarországon és a diaszpórában, többek között az MTA Könyvtárában és a szegedi Somogyi-könyvtárban.
Szarvas István pályafutása során elsősorban interjúkészítéssel foglalkozott. Munkáiban nem csupán kérdez, hanem a beszélgetés során összefüggéseket tár fel, és gondolatokat inspirál. Több könyvben gyűjtötte össze interjúit, amelyek különböző témákban és különféle szakmai területekről származó személyeket szólaltatnak meg. Jelentősebb interjúalanyai voltak Elizabeth Blackburn orvosi Nobel-díjas biológus, Adam Riess Nobel-díjas csillagász, Erdő Péter bíboros, Kerekes Sándor, a Québeci Olimpiai Bizottság volt elnöke, Gulyás Michelle olimpiai bajnok öttusázó, Habsburg Ottó, Faludy György, Pungor Ernő, Vizi E. Szilveszter.
Gyakran részt vesz kulturális rendezvényeken és író-olvasó találkozókon.  

## Művei

### Kérdeztem, válaszoltak – sorozat
- Kérdeztem, válaszoltak I. – Héthatár Bt. Pécs, 2005, ISSN 1585-1990
- Kérdeztem, válaszoltak II. – Mobil Kiadó és Grafikai Stúdió 2007, ISBN 978-963-7492-54-9
- Kérdeztem, válaszoltak III. – Mobil Kiadó és grafikai Stúdió 2009, ISBN 978-963-7492-56-3
- Kérdeztem, válaszoltak IV. – Mobil Kiadó és Grafikai Stúdió, 2011, ISBN 978-963-749-257-0
- Kérdeztem, válaszoltak V. – szerzői kiadás, 2014, ISBN 978-615-80008-4-0
- Kérdeztem, válaszoltak VI. – szerzői kiadás, 2017, ISBN 978-615-80008-5-7
- Kérdeztem, válaszoltak VII. – szerzői kiadás, 2020, ISBN 978-615-81822-6-3
- Kérdeztem, válaszoltak VIII. – szerzői kiadás, 2025, ISBN 978-615-82264-3-1

A sorozat interjúi politikusokat, tudósokat, művészeket és sportolókat szólaltatnak meg közérthető stílusban, gyakran évtizedes távlatból mutatva fejlődésüket és gondolataikat.

### Egyéb művei
- Újra kérdeztem, válaszoltak – Püski Kiadó, 2014, ISBN 978-963-08-8391-7
- Szarvasi beszélgetés – szerzői kiadás,  2010
- Olimpikonok válaszoltak – SpringMed Kiadó, 2023, 66 oldal, ISBN 978-615-82264-5-5
- Őszintén az interjúkészítésről – szerzői kiadás, 2021, ISBN 978-615-01-2428-5

## Rádiós szereplések
- Civil Rádió, Filagória – 2015. január 14.
- Szent István Rádió – 2017. szeptember 21.
- Magyar Katolikus Rádió, Reggeli riport – 2017. november 27.

## Díjak, elismerések
- Aranydiploma – Szegedi Tudományegyetem, 2024